# Tommy Lasorda
Pour l’article homonyme, voir Thomas W. LaSorda.
Thomas Charles Lasorda, né le 22 septembre 1927 à Norristown, en Pennsylvanie, et mort le 7 janvier 2021 à Fullerton, en Californie, est un ancien lanceur des Ligues majeures de baseball, devenu manager des Dodgers de Los Angeles pendant 21 saisons. Il est membre de l'équipe dirigeante de la franchise depuis 1996. La saison 2007 fut sa 58e dans l'organisation des Dodgers.
Il était le plus ancien membre du Temple de la renommée vivant en janvier 2019.

## Carrière de joueur
Tommy Lasorda commence sa carrière de joueur professionnel de baseball en 1945. Il signe un contrat d'agent libre amateur avec les Phillies de Philadelphie et débute en ligue mineure avec les Concord Weavers où il signe 3 victoires pour 12 défaites. Il effectue deux ans de service militaire en 1946 et 1947, puis revient en ligue mineure dans l'organisation des Phillies en 1948. Le 31 mai, il se fait remarquer lors d'une rencontre avec les Blue Jays de Schenectady en Ligue Canadienne-Américaine. En 15 manches, il retire 25 batteurs sur 3 prises, un record à l'époque.
En 1950, il signe un contrat avec les Royals de Montréal, le club réserve des Dodgers de Brooklyn dans la Ligue internationale (le niveau juste avant les ligues majeures). Lors de ses six premières saisons au club, son équipe participe à quatre finales consécutives de 1951 à 1954 et remporte deux Coupes du Gouverneur (le trophée de la Ligue internationale) en 1951 et 1953.
En 1954 et 1955, il fait huit apparitions en Ligue majeure avec les Dodgers. À chaque fois, il retourne en ligue mineure en raison de performances jugées insuffisantes.
Il est transféré aux Athletics de Kansas City en 1956 où il est crédité de 4 défaites en 18 rencontres. En cours de saison, il rejoint les Yankees de New York, mais ne joue pas une seule rencontre au plus haut niveau. En 1957, il revient à Brooklyn chez les Dodgers. Il est affecté aux Los Angeles Angels (PCL), le club affilié aux Dodgers dans la Pacific Coast League.
En 1958, les Dodgers déménagent à Los Angeles. Tommy Lasorda est de nouveau affecté aux Royals de Montréal avec lesquels il remporte un nouveau titre de Ligue internationale. Il reçoit le titre de Meilleur lanceur de la Ligue avec un bilan de 18 victoires et 6 défaites. Sa carrière de joueur se termine en 1960. En 9 saisons avec Montréal, son bilan de lanceur est de 98 victoires pour 49 défaites.

## Carrière de manager
Sa carrière de joueur derrière lui, il reste dans l'organisation des Dodgers comme recruteur entre 1961 et 1964. En 1965, il commence sa carrière de manager au bas de l'échelle professionnelle avec l'équipe des Chiefs de Pocatello puis avec les Dodgers d'Ogden dans la Pioneer League (ligue de joueurs débutants leurs carrières professionnelles). Après quatre saisons au niveau débutant, Tommy Lasorda devient manager de l'équipe réserve des Dodgers en Pacific Coast League : d'abord avec les Spokane Indians (1969-1971), puis avec les Albuquerque Dukes (1972). En sept saisons en ligues mineures, il remporte cinq championnats et participe à l'éclosion de plusieurs joueurs qui formeront la base de l'équipe des Dodgers qu'il dirigera quelques années plus tard.
En 1973, il devient instructeur de troisième but sous les ordres de Walter Alston. Il est alors considéré comme son héritier désigné et il refuse même plusieurs propositions de poste de manager dans d'autres clubs. Le 29 septembre 1976, il devient manager des Dodgers après la retraite de Walter Alston.
Pour ses débuts, il mène son équipe à deux titres de Ligue nationale en 1977 et 1978, mais le club perd en série mondiale à chaque fois contre les Yankees de New York. Les Dodgers remportent la série mondiale en 1981 (contre les Yankees) et 1988 (contre les Athletics d'Oakland). Tommy Lasorda reçoit deux fois le prix de Manager de l'année en 1983 et 1988. Il est le manager de l'équipe de Ligue nationale lors des matchs des étoiles de 1978, 1979, 1982 et 1989.
Il dirige les Dodgers une dernière fois à domicile lors d'une victoire 4-3 sur les Astros de Houston le 23 juin 1996. Le lendemain, il se rend à l'hôpital en raison de douleurs abdominales. Il s'agit en fait d'une crise cardiaque. Il subit une angioplastie deux jours plus tard. Le 29 juillet, il annonce sa retraite du poste de manager avec un bilan de 1599 victoires et 1439 défaites en 21 saisons.
Il se classe à la 16e place au nombre de victoires en saison régulière pour un manager dans l'histoire des ligue majeures et à la 15e place au nombre de rencontres de saison régulière. En séries éliminatoires, il a géré 61 fois son équipe pour 31 victoires et 30 défaites.

## Bilan de manager
| Équipe | Année  | Saison régulière | Saison régulière | Saison régulière | Saison régulière | Séries éliminatoires | Séries éliminatoires | Séries éliminatoires | Séries éliminatoires           |
| Équipe | Année  | Vic.             | Déf.             | % Vic.           | Place            | Vic.                 | Déf.                 | % Vic.               | Résultat                       |
| ------ | ------ | ---------------- | ---------------- | ---------------- | ---------------- | -------------------- | -------------------- | -------------------- | ------------------------------ |
| LAD    | 1976   | 2                | 2                | 0.500            | 2e NL-West       | -                    | -                    | -                    |                                |
| LAD    | 1977   | 98               | 64               | 0.605            | 1e NL-West       | 5                    | 5                    | 0.500                | Finaliste de la Série mondiale |
| LAD    | 1978   | 95               | 67               | 0.586            | 1e NL-West       | 5                    | 5                    | 0.500                | Finaliste de la Série mondiale |
| LAD    | 1979   | 79               | 83               | 0.488            | 3e NL-West       | -                    | -                    | -                    |                                |
| LAD    | 1980   | 92               | 71               | 0.564            | 2e NL-West       | -                    | -                    | -                    |                                |
| LAD    | 1981   | 63               | 47               | 0.573            | 1e NL-West       | 10                   | 6                    | 0.625                | Vainqueur de la Série mondiale |
| LAD    | 1982   | 88               | 74               | 0.543            | 2e NL-West       | -                    | -                    | -                    |                                |
| LAD    | 1983   | 91               | 71               | 0.562            | 1e NL-West       | 1                    | 3                    | 0.250                |                                |
| LAD    | 1984   | 79               | 83               | 0.488            | 4e NL-West       | -                    | -                    | -                    |                                |
| LAD    | 1985   | 95               | 67               | 0.586            | 1e NL-West       | 2                    | 4                    | 0.333                |                                |
| LAD    | 1986   | 73               | 89               | 0.451            | 5e NL-West       | -                    | -                    | -                    |                                |
| LAD    | 1987   | 73               | 89               | 0.451            | 4e NL-West       | -                    | -                    | -                    |                                |
| LAD    | 1988   | 94               | 67               | 0.584            | 1e NL-West       | 8                    | 4                    | 0.667                | Vainqueur de la Série mondiale |
| LAD    | 1989   | 77               | 83               | 0.481            | 4e NL-West       | -                    | -                    | -                    |                                |
| LAD    | 1990   | 86               | 76               | 0.531            | 2e NL-West       | -                    | -                    | -                    |                                |
| LAD    | 1991   | 93               | 69               | 0.574            | 2e NL-West       | -                    | -                    | -                    |                                |
| LAD    | 1992   | 63               | 99               | 0.389            | 6e NL-West       | -                    | -                    | -                    |                                |
| LAD    | 1993   | 81               | 81               | 0.500            | 4e NL-West       | -                    | -                    | -                    |                                |
| LAD    | 1994   | 58               | 56               | 0.509            | 1e NL-West       | -                    | -                    | -                    |                                |
| LAD    | 1995   | 78               | 66               | 0.542            | 1e NL-West       | 0                    | 3                    | 0.000                |                                |
| LAD    | 1996   | 41               | 35               | 0.539            |                  | -                    | -                    | -                    |                                |
| Totaux | Totaux | 1599             | 1439             | 0.526            |                  | 31                   | 30                   | 0.508                | 2 Séries mondiales             |

## Carrière de dirigeant
Tommy Lasorda est alors nommé à l'un des postes de vice-présidents dans l'équipe dirigeante des Dodgers. Le 5 mars 1997, il est élu au Temple de la renommée du baseball par le comité des vétérans. Il y entre officiellement le 3 août. Son numéro d'uniforme (le 2) est retiré lors d'une cérémonie le 15 août 1997.
Le 22 juin 1998, il assure l'intérim au poste de manager général en remplacement de Fred Claire. Le 11 septembre de la même année, il est promu à un poste de vice-président plus important que le précédent.
Il sort de sa retraite de manager en 2000 pour le tournoi de baseball aux jeux Olympiques de 2000 à Sydney. L'équipe américaine, composée de joueurs des ligues mineures, est loin d'être favorite notamment face à l'équipe cubaine, vainqueur des deux précédents tournois. Malgré une défaite contre Cuba dans le tour préliminaire, l'équipe américaine prend sa revanche en finale avec une victoire 4-0 et gagne la médaille d'or, 6 jours après le 73e anniversaire de Tommy Lasorda. Ce dernier revient une dernière fois sur un terrain comme instructeur de 3e but lors du Match des étoiles de 2001.
En 2005, il est nommé au poste de conseiller spécial auprès du propriétaire du club, Frank McCourt.
La même année, Bud Selig, le commissaire de la Ligue majeure, le nomme ambassadeur officiel de la première édition de la Classique mondiale de baseball. Il parcourt alors le monde pour faire la promotion de la compétition et du baseball en général.